# تيموثي أ. باسيت
تيموثي أ. باسيت هو عضو مجموعة ضغط وسياسي أمريكي، ولد في 16 ديسمبر 1947 في لين في الولايات المتحدة. نشط حزبياً في الحزب الديمقراطي. وقد انتخب عضو مجلس نواب ماساتشوستس ‏.